# Bye, Marieby distrikt
Bye är en by i Marieby distrikt (Marieby socken) i Östersunds kommun, Jämtlands län (Jämtland). Byn ligger vid länsväg Z 604 och Storsjön (Brunfloviken), cirka 15 kilometer söderut från Östersund. Den västra delen av byn är sedan 2015 klassad som en småort medan den östra delen (efter att tidigare ha utgjort en del av småorten Bye och Överbyn) sedan 2015 utgör en del av tätorten Marieby.